# Fritz Hartmann (Radsportler)
Fritz Hartmann (* 24. Februar 1911 in Safenwil; † 11. November 1989 Schönenwerd) war ein Schweizer Radrennfahrer und nationaler Meister im Radsport.

## Sportliche Laufbahn
Hartmann gewann 1935 die nationale Meisterschaft im Querfeldeinrennen (heutige Bezeichnung Cyclocross). 1936 konnte er seinen Titel verteidigen. 1940 wurde er vor Alfred Vock erneut Schweizer Meister im Querfeldeinrennen. Vize-Meister wurde er 1938 und 1939 hinter Ernst Kuhn. Im Critérium International de Cyclo-cross (dem Vorläufer der UCI-Weltmeisterschaften) 1937 wurde er als 9. klassiert, 1938 wurde er Zweiter hinter Robert Oubron, und 1939 belegte er den 10. Platz. Er startete von 1935 bis 1940 als Unabhängiger.
Im Strassenradsport war seine beste Platzierung der 2. Rang im Grand Prix Basel 1936. 1935 war er Dritter der nationalen Meisterschaft im Strassenrennen hinter dem Sieger Paul Egli.
Hartmann startete 1935 in der Tour de France und beendete das Etappenrennen auf den 26. Rang der Gesamtwertung.